# White House (Jamajka)
White House, miejscowość położona w regionie Westmoreland w zachodniej części wyspy Jamajka. Popularna ze względu na tradycyjne rybołówstwo dostarczające świeże ryby i owoce morza. W 2005 roku otwarto tutaj mimo protestów lokalnej społeczności pierwszy duży ośrodek turystyczny na południowym wybrzeżu Jamajki - Sandals Whitehouse European Village and Spa.

## Atrakcje turystyczne
- plaża Whitehouse.
- safari na drugiej co do długości rzece wyspy - Black River.